# Понеманье

Регионы Беларуси на XIX — начало XX века:
Понеманье
Поозерье
Поднепровье
Западное Полесье
Восточное Полесье
Центральная Беларусь

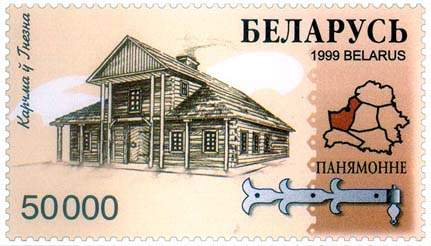
Понеманье, почтовая марка Беларуси

Поне́манье (бел. Панямо́нне) — историко-этнографический регион Беларуси, названный по реке Неман (в Беларуси известной как Нёман).
Регион занимает территорию современных Гродненской и смежных частей Брестской и Минской областей. На юге от Понеманья расположено Западное Полесье (граница проходит по верховьям рек Нарев и Ясельда до городов Берёза и Ивацевичи), на востоке и северо-востоке от Понеманья — Центральная Белоруссия и Поозерье (граница проходит западнее города Барановичи по Налибокской пуще, до городов Молодечно, Мядель, Поставы).

## История
Появление славянских поселений в бассейне Немана произошло, по мнению исследователей, во второй половине 1 тыс. н. э. Археологи полагают, что в это время данный регион был занят редкими и немногочисленными балтскими селениями.
Согласно статье В. Титова в Белорусской энциклопедии в 18 томах, население региона сложилось на славянской этногенетической основе с участием ассимилированных литвинов (древней литвы и аукштайтов), ятвягов, пруссов, татар и других этнических групп. Активизация славянского колонизационного движения на Понеманье зафиксирована приблизительно с конца X — начала XI в. Именно в это время восточными славянами были основаны основные города региона, сохранившие своё значение до сегодняшнего дня: Новогрудок, Гродно, Волковыск, Слоним. Одной из вероятных причин указанной активности можно считать принудительную христианизацию восточных славян, которая была проведена как раз в конце X в. Насильственная замена коренного мировоззрения человека позднеродового общества могла привести к оттоку части недовольного населения в разведанную уже понеманскую область. В Понеманье встретились несколько колонизационной течений — кривичское — с востока, дреговичское и волынское — с юго-востока и юга. С юго-запада к Понеманью доходили и мазовецкие колонисты.
Согласно археологам Ф. Гуревич и Я. Зверуго, славянское население Верхнего Понеманья в Х—ХI вв. считается смесью различных этнических групп — дреговичей, волынян, мазовшан, древлян и кривичей. По мнению А. Кибиня, в те времена в южной части Понеманья могли существовать устойчивые группы, которые имели собственную идентичность, но он задаётся вопросом, являлись ли этими группами перечисленные «племена». Проведённый А. Кибинем анализ указывает на то, что единственное «племенное» название, которое отразилось в топонимике Верхнего Понеманья, — «кривичи», хотя значение этого названия могло меняться в течение времени. Он также указал, что следы переселенцев из Волыни, Полесья и Мазовии фиксируются в Верхнем Понеманье в X—XI вв. в чертах погребального обряда, но, соглашаясь с анализом К. Павловой, отметил, что в одной и той же местности курганы X—XI вв. имеют и «дреговичские», и «древлянские», и (в меньшей степени) кривичские черты, поэтому погребальные черты имели смешанное происхождение и в данном случае модель племенной миграции в X—XI вв. в Верхнее Понеманье не работает. По словам А. Кибиня, на западе Белоруссии и в XIII в. культурная идентичность большинства населения Верхнего Понеманья (территорий вокруг Гродно, Новогрудка, Слонима и Волковыска), местной знати, городского и в значительной степени сельского населения, несмотря на определенный приток переселенцев из Литвы и Пруссии, не менялась и сохранила ориентацию на русско-византийскую культурную модель.
В Средневековье Понеманье было известно под названием Литва, в то же время по отношению к региону использовался и термин Чёрная Русь. В конце X — первой половине XI века Понеманье вошло в состав Древнерусского государства. В XII — первой половине XIII века регион находился в сфере влияния Галицко-Волынского и Полоцкого княжеств. В XIII веке Понеманье оказалось в центре исторических событий, оказавших непосредственное влияние на образование Великого княжества Литовского.
За время существования ВКЛ на протяжении XIII—XVIII веков «собственно Литва» через процесс балто-славянских контактов приобрела преимущественно белорусский этнический характер и в современной Белоруссии выделяется как отдельный историко-этнографический регион «Понеманье».